# دافین آیلند (آلاباما)
دافین آیلند (به انگلیسی: Dauphin Island) شهری در شهرستان موبایل ایالت آلاباما است که مساحت آن ۴۲۹٫۸ کیلومتر مربع است و در سرشماری سال ۲۰۱۰ میلادی، ۱٬۲۳۸ نفر جمعیت داشته و تراکم جمعیتی آن، ۲٫۸۸ نفر در هر کیلومتر مربع بوده است.